# アイルランド民族解放軍
アイルランド民族解放軍(英:Irish National Liberation Army、INLA)は、はアイルランド民族主義者の私兵組織。1974年にアイルランド共和軍(IRA)主流派から分裂して結成された。社会主義を標榜しており、アイルランド共和社会党(IRSP)の軍事組織だった。アイルランド国民解放軍とも呼ばれる。
人数は多くとも100人程度と共に北アイルランド解放闘争を戦ったIRA暫定派と比べかなり小規模だったが、1982年に北アイルランド北部・バリーケリーのパブで発生した爆弾テロ、1992年にイングランド中部・ダービーの英軍リクルートセンターで発生した兵士殺害事件などを実行した。
2009年10月、武装闘争の放棄を表明し、2010年2月、武装解除を完了したとされるが、近年も同組織関係者の摘発事案が発生している。

## 概要
IRAの主要メンバーだったシェイマス・コステロが北アイルランドのイギリス統治への反発や社会主義思想によりIRAと対立し、北アイルランド解放を目的に設立した(コステロはその後、IRSPを創設し政治活動に従事したが、1977年にダブリンにて銃撃され死亡した。この事件はIRAによる処刑と見られている)。
IRA暫定派との共闘はあまりなく、欧州の極左テロ組織やファタハとの関わりが強かった。武器もそれらの組織から主に調達しており、チェコスロバキア製の拳銃や短機関銃(Vz61)、SKSカービン、AK-47などの銃器、そして爆薬、手榴弾で武装していた。
INLAは一連のテロ攻撃で127人を殺害したと言われている。一方、INLA側は敵対勢力の攻撃により39人から44人が殺害された。